# Déu nacional
Un déu nacional és una divinitat guardiana la preocupació especial de la qual és la seguretat i el benestar d'un grup ètnic (o nació) i dels líders d'aquest grup. Això es contrasta amb altres figures guardianes com els déus familiars responsables del benestar dels clans o professions individuals, o els déus personals que són responsables del benestar dels individus.